# Briviesca
Briviesca ist eine historisch bedeutsame Kleinstadt und eine Gemeinde (municipio) mit 6.560 Einwohnern (Stand: 2024) in der nordspanischen Provinz Burgos in der Autonomen Gemeinschaft Kastilien und León. Briviesca liegt an einer von Bayonne und Irún kommenden und sich in Burgos mit der Hauptstrecke (Camino Francés) vereinigenden Nebenstrecke des Jakobswegs. Der gesamte Ortskern der Hauptstadt der Comarca La Bureba wurde zum Kulturgut (Bien de Interés Cultural) in der Kategorie Conjunto histórico-artístico erklärt.

## Lage und Klima
Briviesca liegt auf dem Westufer des Río Oca in einer Höhe von ca. 725 m. Die Städte Burgos und Miranda del Ebro sind etwa 46 km (Fahrtstrecke) in südwestlicher bzw. 45 km ist nordöstlicher Richtung entfernt. Briviesca hat einen Bahnhof an der Strecke Madrid – Irún. Das Klima ist gemäßigt bis warm; der für spanische Verhältnisse reichliche Regen (ca. 670 mm/Jahr) fällt – mit Ausnahme der eher trockenen Sommermonate – übers Jahr verteilt.

## Bevölkerungsentwicklung
| Jahr      | 1857  | 1900  | 1950  | 2000  | 2017  |
| Einwohner | 3.721 | 3.375 | 3.664 | 6.235 | 6.860 |

Die seit den 1950er Jahren deutlich gestiegenen Einwohnerzahlen beruhen auf Eingemeindungen der beiden Weiler (pedanías) Cameno und Quintanillabón sowie auf der Zuwanderung von Familien aus den ländlichen Gebieten in der Umgebung.

## Wirtschaft
Das Gebiet der Comarca La Bureba ist schon seit alters her ein Weizenanbaugebiet, aber auch Sonnenblumen und Leguminosen werden ausgesät. Die Ausweisung eines Gewerbegebiets (polígono industrial) in der Nähe des Bahnhofs hat Arbeitsplätze geschaffen, was in den letzten Jahrzehnten des 20. Jahrhunderts zu einem Zuzug von Arbeitern und deren Familien geführt hat.

## Geschichte
Ein Ort mit Namen Virovesca wurde als Hauptstadt des keltischen Volksstammes der Autrigonen bereits von Plinius dem Älteren in seiner Naturalis historia (um 77 n. Chr.) erwähnt; später kreuzten sich hier zwei wichtige Römerstraßen. Vom 5.–7. Jahrhundert siedelten hier die Westgoten und im 8. und 9. Jahrhundert ließen sich die Mauren hier nieder. Ende des 9. und zu Beginn des 10. Jahrhunderts wurde der Islam unter der militärischen Führung der aufstrebenden Grafen von Kastilien jedoch in die Gebiete südlich des Duero zurückgedrängt; es folgte eine Phase der Wiederbesiedlung (repoblación) durch Christen aus dem Norden, aber auch aus dem Süden der Iberischen Halbinsel. Im 11. Jahrhundert war die Region La Bureba zwischen den Königreichen Kastilien und Navarra umstritten, doch konnte Alfons VI. um das Jahr 1070 die kastilischen Gebietsansprüche durchsetzen. Im Jahr 1123 erhielt Briviesca von Alfons VII. weitreichende Rechte und Privilegien (fueros) zuerkannt. Ende des 13. oder zu Beginn des 14. Jahrhunderts wurde die Stadt mit einer Mauer (muralla) umgeben; ferner erhielt sie eine palastartige Burg (alcázar), von der jedoch nichts mehr erhalten ist.

## Sehenswürdigkeiten

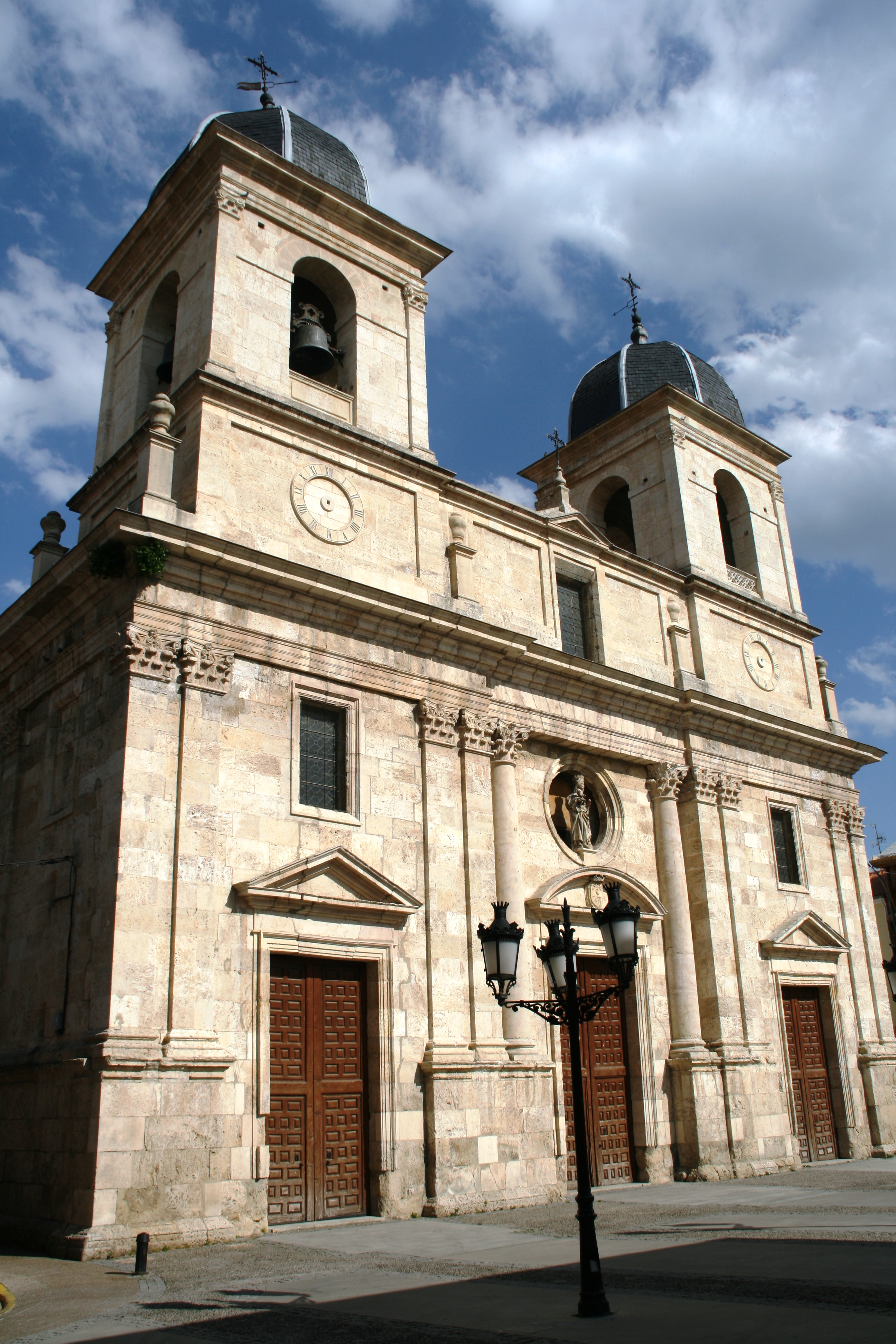
Colegiata de Santa María la Mayor

- Das Klarissenkloster Monasterio de Santa Clara aus dem 16. Jahrhundert ist der größte Gebäudekomplex der Stadt – es beinhaltet neben der Kirche und dem Klosterbereich auch ein Pilgerhospital. Die Kirche wurde von Pedro de Rasines entworfen; das über 20 m hohe Altarretabel aus Nussbaumholz wurde in den 1550er Jahren angefertigt und eingebaut. Im Hospitalbereich findet sich ein Innenhof, der einem doppelgeschossigen Kreuzgang (claustro) ähnelt, jedoch nie als solcher gedient hat.
- Mit dem Bau der Kollegiatkirche (Colegiata de Santa María la Mayor) wurde bereits im 15. Jahrhundert begonnen; wesentliche Teile wurden jedoch erst im 17. und 18. Jahrhundert fertiggestellt, so dass vor allem der Westteil der Kirche insgesamt eher dem neoklassischen Stil zuzurechnen ist.
- Die Kirche San Martín an der Plaza Mayor stammt ebenfalls aus dem 15. Jahrhundert, sie wurde jedoch im 16. Jahrhundert überarbeitet. Sie hat ein sehenswertes, wenngleich in Teilen zerstörtes, platereskes Portal. Das dreischiffige Innere bietet spätgotische Sterngewölbe, eine steinerne Renaissance-Kanzel (pulpito) mit einer Verkündigungsszene und mehrere kostbare Schnitzaltäre (retablos).
- Das Hospital de Nuestra Señora del Rosario geht auf eine testamentarische Stiftung von Doña Mencía de Velasco aus dem Jahr 1517 zurück. Später erwirtschaftete das Hospital Erträge aus weiteren Stiftungen und Schenkungen, zu denen auch zahlreiche Ländereien gehörten. Imposant ist der schmucklose doppelgeschossige Innenhof.
- Auch einige weltliche Bauten wie die Casa de los Torre, der Palacio de los Martínez España und die Casa de los Salamanca sind bedeutende Zeugnisse der Stadtgeschichte.

Umgebung
- Knapp 12 km westlich von Briviesca steht das Sanktuarium der Santa Casilda, das einer islamischen Prinzessin des 11. Jahrhunderts geweiht ist, die sich insgeheim zum Christentum bekannte und als Wohltäterin wirkte. Das kleine Kirchlein hat einen zweigeschossigen Glockengiebel (espadaña) mit seitlichen Begleitgiebeln; sein Inneres birgt eine Statue der Heiligen von Diego de Siloé.

Valdazo
- Die romanische Kirche des knapp 5 km südwestlich gelegenen und bereits um die Mitte des 19. Jahrhunderts eingemeindeten Weilers Valdazo hat eine später angebaute Südvorhalle (portico), die das alte romanische Archivoltenportal schützt.

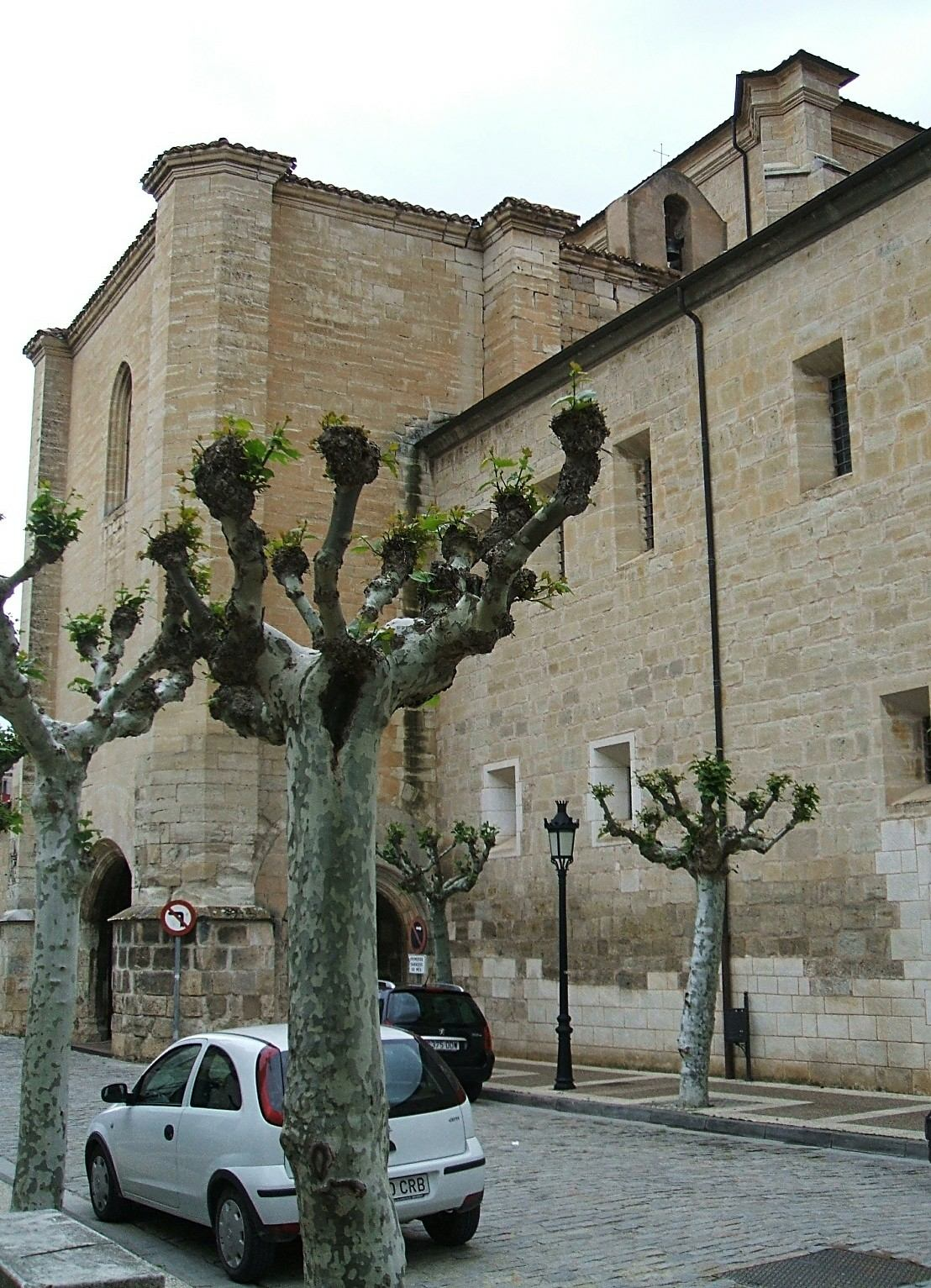
Kloster Santa Clara
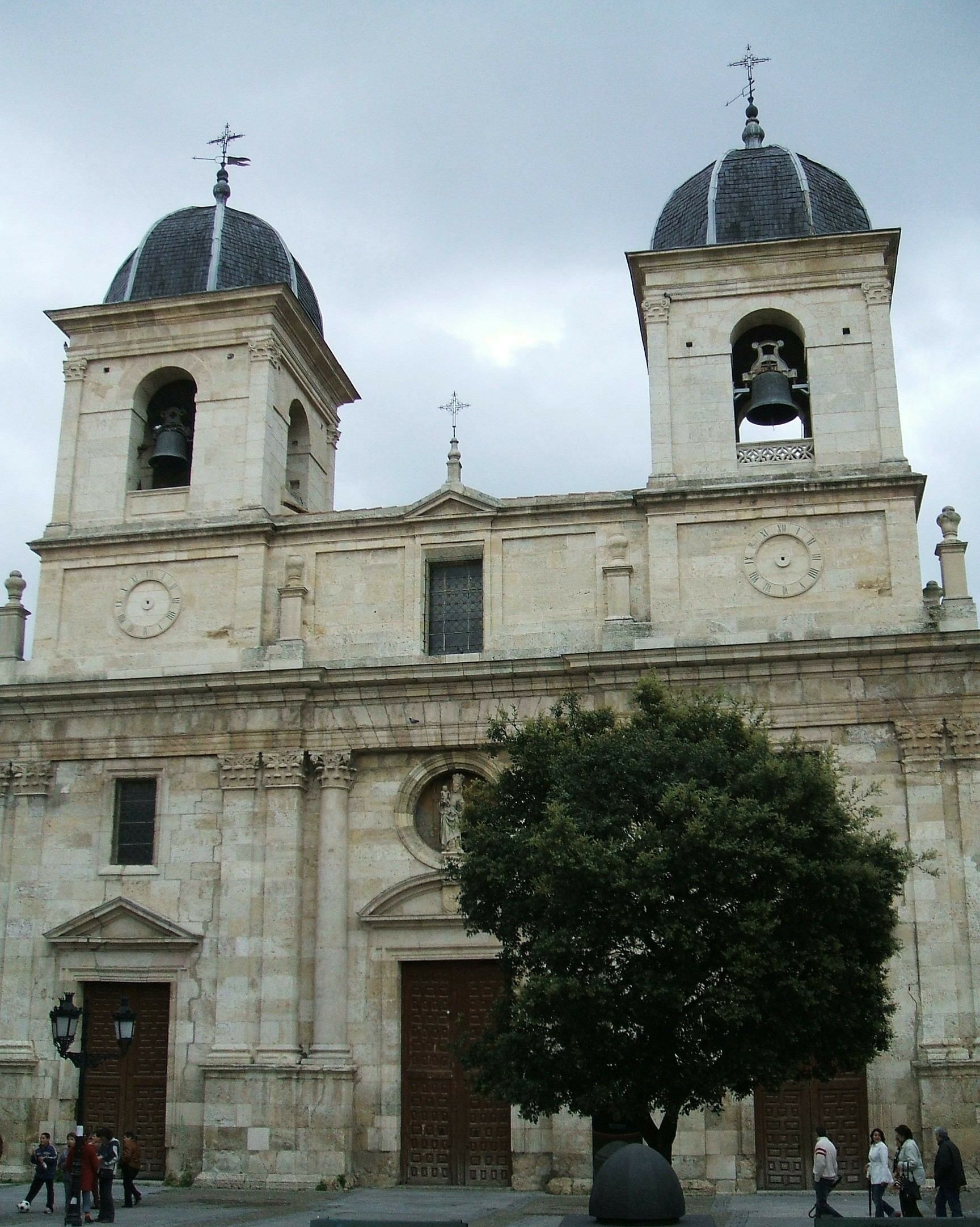
Kollegiatkirche Santa María la Mayor
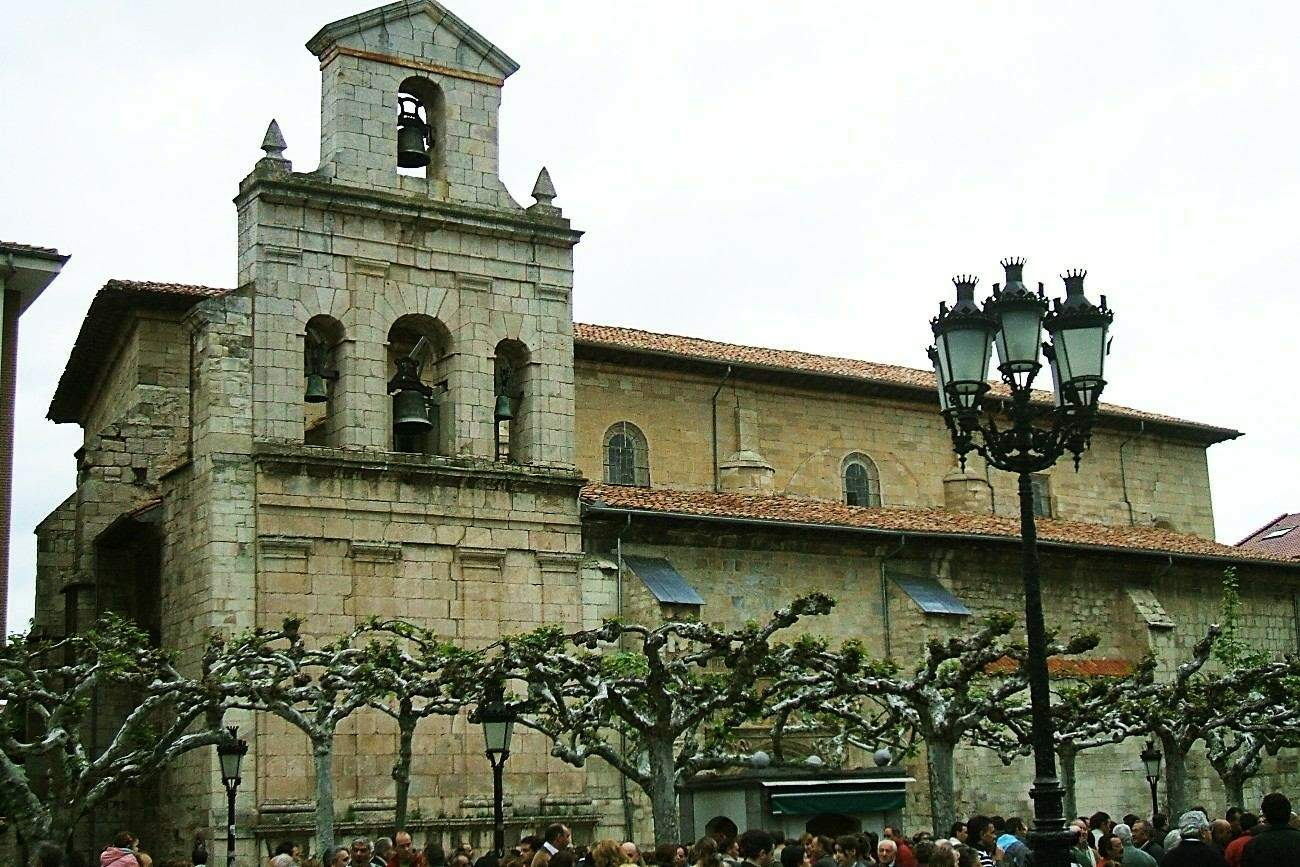
Kirche San Martín
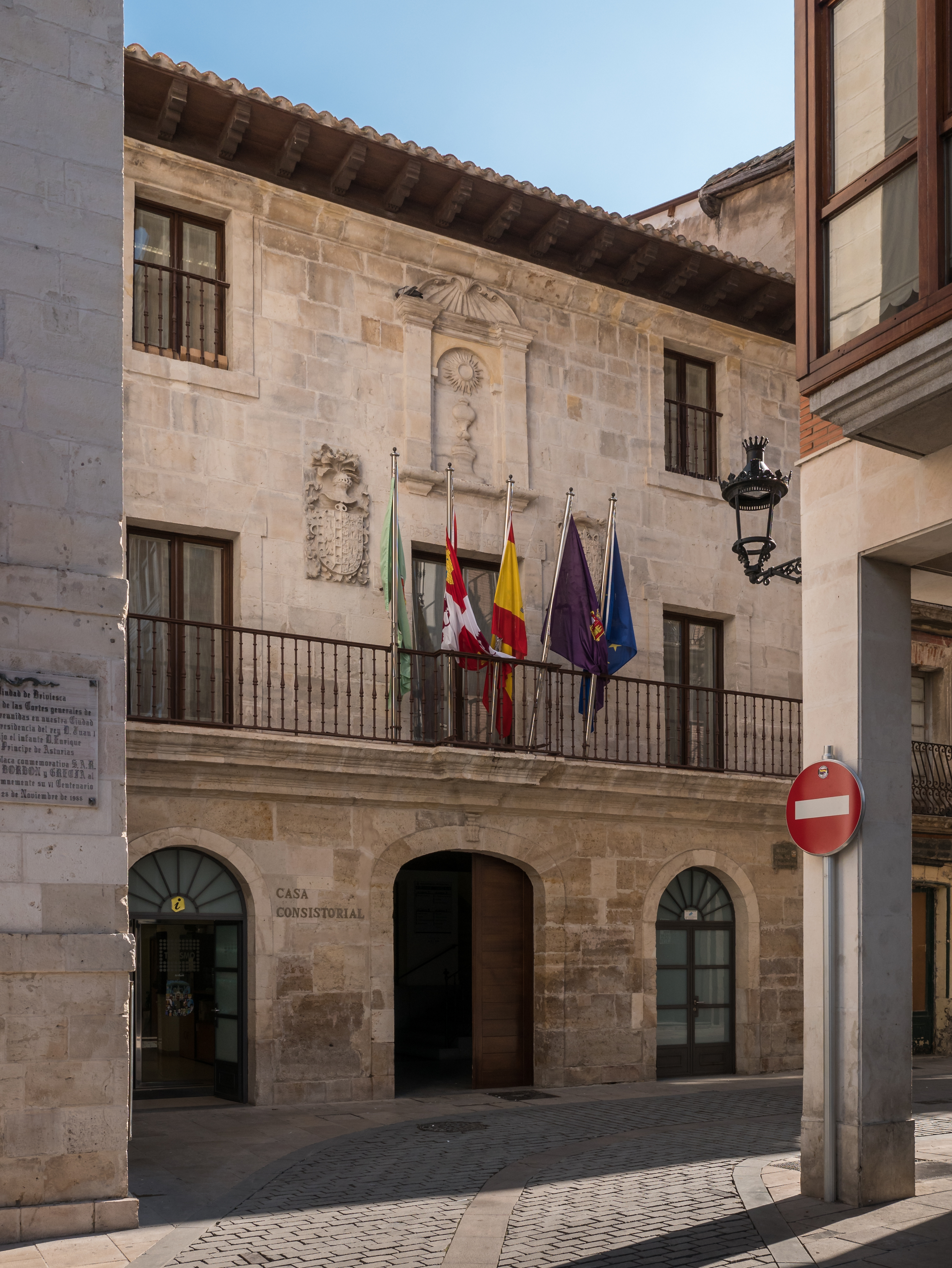
Rathaus
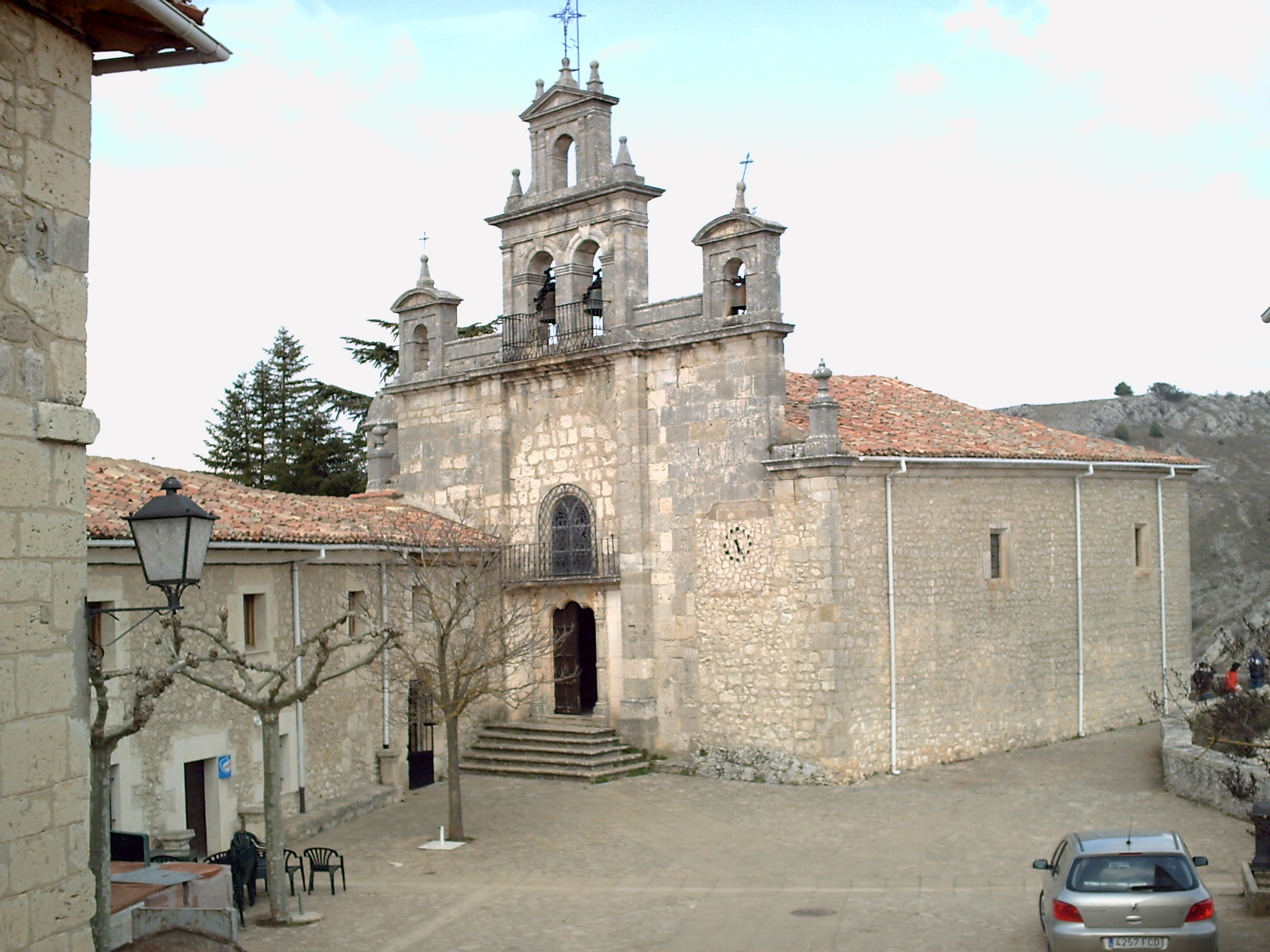
Sanktuarium Santa Casilda
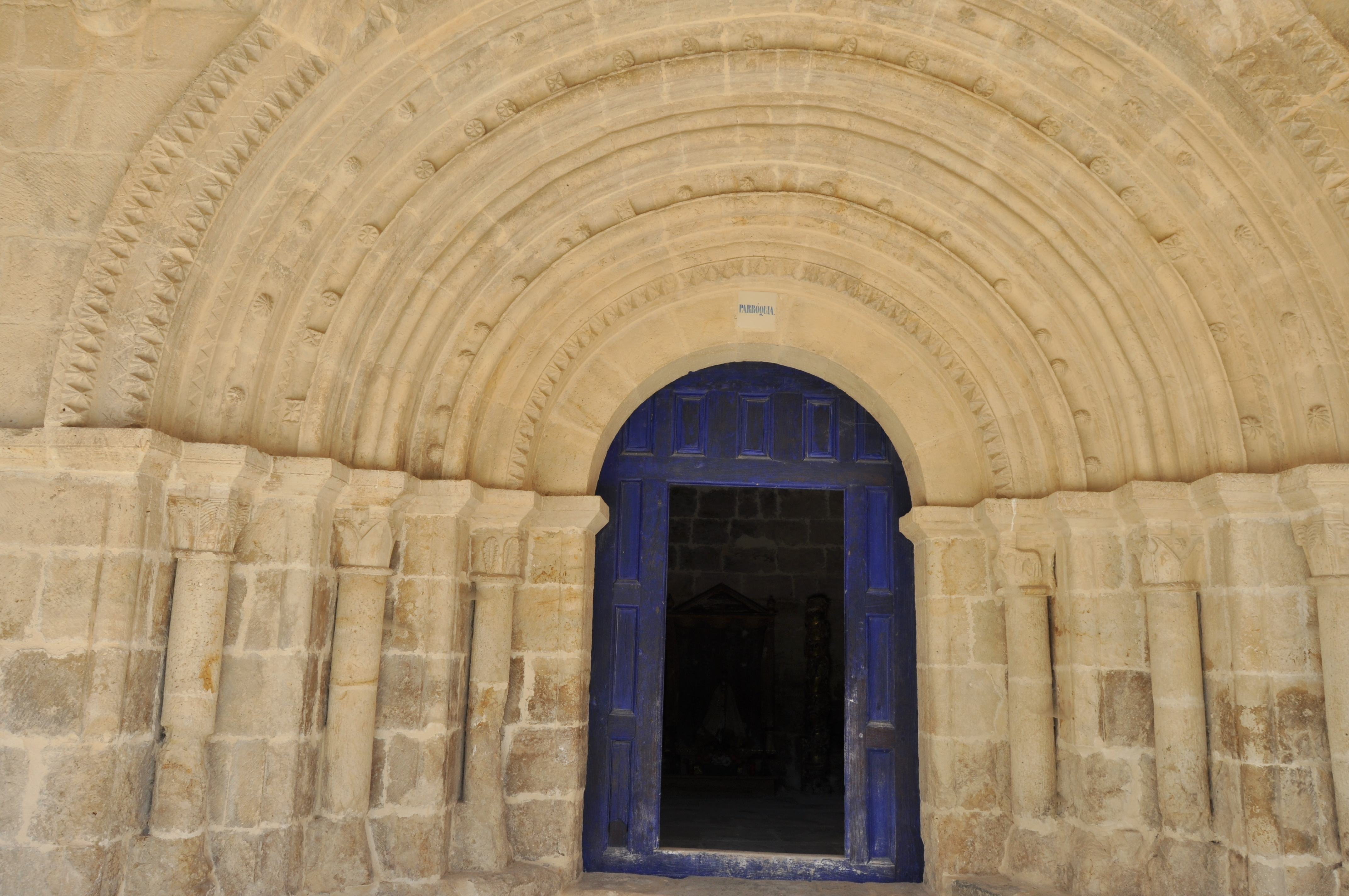
Romanisches Portal der Kirche von Valdazo

## Persönlichkeiten
- Juan de Ayolas († 1537), Conquistador